# Hydrilla
Genre
Classification phylogénétique
Hydrilla (Esthwaite Waterweed, waterthyme pour les anglophones) est un genre de plantes aquatiques souvent traité comme ne contenant qu'une seule espèce (Hydrilla verticillata), bien que certains botanistes y rangent plusieurs autres espèces ou considèrent qu'il existe des variants bien marqués.
Depuis qu'elle a été introduite en Amérique du Nord, cette espèce y est devenue l'une des plus invasives pour les eaux douces libres et certaines zones humides.
Elle résiste temporairement bien aux apports d'eaux saumâtres.

## Taxonomie
Ce genre a été révisé par Cook & Lüönd en 1982 avec description complète du genre, clé de détermination, liste de synonymes avec typifications, mise à jour des cartes de répartition, illustrations. Ce travail a aussi été l'occasion d'apport d'informations nouvelles sur l'écologie, la biologie florale, l'anatomie, l'embryologie, les chromosomes, la génétique, la variation. Il a été accompagné d'une bibliographie.
Hydrilla est actuellement considéré comme monotypique (c'est-à-dire ne contenant qu'une seule espèce, mais cette seule espèce (H. verticillata (L. fil.) Royle) présente d'importantes variations génétiques et montre des différenciations morphologiques, physiologiques et caryologiques encore mal définies. 

Le « centre de cette différenciation » semble être situé en Asie tropicale.

## Étymologie
Le nom anglophone d’« Esthwaite Waterweed » provient du fait que la plante était plus présente dans les Esthwaite Water du nord-ouest de l'Angleterre, seul site anglais où on la pense native (mais maintenant présumée éteinte, car non revue depuis 1941, peut être pour tout ou partie en raison du changement climatique).

## Synonymie
Hydrilla verticillata a aussi été nommée H. asiatica, H. japonica, H. lithuanica, et H. ovalifolica.

## Habitats, origine et répartition
L'espèce (ou les espèces selon les botanistes considérés) de ce genre vivent dans les eaux originellement chaudes (tropicales) mais diverses souches se sont adaptées à des eaux plus tièdes, oligotrophes à eutrophes, et en supportant une grande variété de pH bien que le pH neutre (7) semble être optimal pour la croissance de la plante. La moitié de sa biomasse occupe généralement les 50 premiers cm de la colonne d'eau, les plus ensoleillés.
Ce genre est natif de l'ancien monde (Asie, Europe, Afrique et Australie), avec des populations actuellement éparpillées et clairsemées ; 
- en Europe, ce genre a été rapporté (comme peut-être natif ?) en Irlande, en Grande-Bretagne, en Allemagne et dans les États baltes.
- En Australie il est cité dans le Territoire du Nord, le Queensland et la Nouvelle-Galles du Sud[6],[7]
- En Asie, il est présent en Asie du Sud-est[8].

## Éléments de description

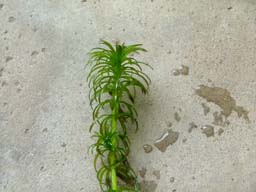
Détail du feuillage

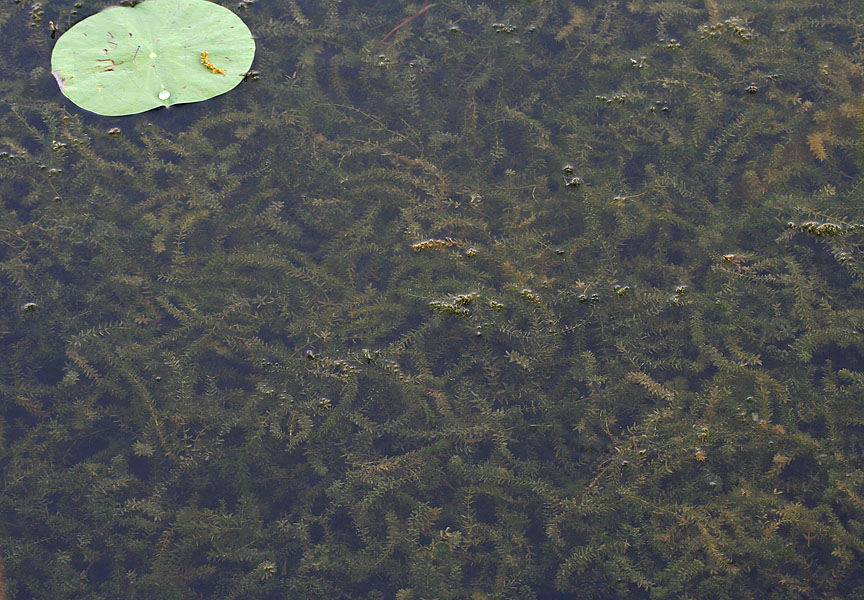
Là où l'espèce se montre invasive, 50 % de la biomasse d' Hydrilla verticillata occupe généralement les 50 premiers cm de la colonne d'eau, bloquant une grande partie de la lumière solaire nécessaire aux autres espèces

- Les tiges mesurent jusqu'à 1 à 2 m de long ;
- Les feuilles sont disposées en verticilles, de deux à huit autour de la tige, chaque feuille mesurant de 5 à 20 mm de long et de 0,7 à 2 mm de large, avec des dentelures ou de petites épines bien visibles le long des bords de chaque feuille ; 
la nervure centrale de la feuille est souvent rouge quand elle est jeune ;
- Certaines cellules contiennent une bulle de gaz, ce qui permet à la plante de se tenir dressée dans la colonne d'eau.

## Biologie
Ce genre montre une résistance élevée aux augmentations passagères de salinité (comparé à la plupart des autres espèces de plantes aquatiques d'eau douce).
Reproduction : Ce genre se reproduit principalement de manière végétative, par la fragmentation et via fragmentation des rhizomes et par turions (durant l'hivernage). 
Les fleurs ne sont que rarement aperçues car petites et surtout parce que les hydrilla sont habituellement monoïque. Mais ces plantes font parfois preuves d'une reproduction sexuée dioïque avec des fleurs mâles et femelles produites séparément sur un même pied (Ainsi, des graines viables produites par cette espèce ont été trouvées dans les lacs de Caroline du Nord); 
Les fleurs sont petites, avec trois sépales et trois pétales. Les pétales mesurent 3 à 5 mm de long, sont transparent avec des stries rouge,,,.
En Inde, Sir Jagadish Chandra Bose (1858–1937), pionnier de la physiologie végétale et considéré comme « père de la biophysique » s'est intéressé à cette plante. Grâce à des instruments de mesure qu'il a inventé pour ses besoins, a découvert la nature électrique de la conduction de réactions à divers stimuli chez les plantes. Pour étudier l'assimilation du carbone par la plante, il a inventé un appareil enregistrant l'intensité de la photosynthèse (évaluée par l'évolution de l'oxygène produit par une plante) ; et il a dans ce cadre  étudié Hydrilla verticillata, découvrant au passage, le premier, une voie de fixation du carbone particulière, inhabituellement efficiente : en été hydrilla utilisait mieux la lumière et de fixait plus de CO2, en utilisant le malate comme source de CO2 plutôt qu'en basant leur métabolisme sur l'acide crasulacéen (CAM, pour Crassulacean acid metabolism) ; on montrera ensuite que d'autre types de plantes dites plantes en C4 fonctionnent ainsi, ce qui leur permet de croître plus rapidement.

## Écologie
Hydrilla verticillata a montré hors de son aire naturelle de répartition de grande capacité d'adaptation.
Elle peut notamment éliminer des plantes concurrentes dans leur milieu, par allélopathie, c'est-à-dire en produisant et libérant dans l'eau ou le substrat des composés phytotoxiques pour d'autres plantes plantes telles que Ceratophyllum demersum et C. muricatum .

## Statuts de plante invasive

### Introduction
Hydrilla est considérée comme naturalisée et invasive aux États-Unis après qu'elle a été introduite dans l'environnement dans les années 1950 et 1960 très probablement à partir d'aquariums et se soit répandue dans les canaux et chenaux et fossés de drainage de Floride alors que le commerce aquariophile était en pleine croissance.
Ces plantes ont rapidement colonisé de vastes étendues d'eau dans une partie des États-Unis (Californie et sud-Est du pays du Connecticut au Texas , et au Canada.   Hydrilla  est très avantagé par le fait qu'il peut se propager efficacement à la fois via ses tubercules et via ses turions.
Les tubercules sont en partie responsables des hautes capacités d'adaptation de ce genre, car ils peuvent rester vivants et en sommeil plusieurs années, et ils résistent aux eaux saumâtres ce qui rend particulièrement difficile l'éradication de l'espèce des cours d'eau et des zones estuariennes.
Certains auteurs comme Kenneth A. Langeland l'ont présenté comme un exemple de « plante invasive parfaite »

### Histoire des invasions
Dans les années 1990 le contrôle et la gestion de ses pullulations coutait déjà chaque année des millions de dollars aux collectivités touchées .
Plus précisément, une société commercialisant des produits aquariophiles s'est fait expédier en Floride des  Hydrilla vivantes en provenance du Sri Lanka sous le nom commun "Indian star-vine". Après avoir jugé ces plantes satisfaisantes, l'entreprise les aurait volontairement jetées dans un canal près de Tampa Bay afin qu'elles s'y reproduisent pour pouvoir être vendues. Mais les plants introduits ont prospéré puis pullulé de manière incontrôlable. 

Les botanistes et riverains croient d'abord voir là (en Floride) des élodées, puis l'on se rend compte à la fin des années 1960 qu'il s'agit d'une espèce introduite.
En 1955, ces plantes s'étaient déjà frayé un chemin de Tampa à Miami et étaient transportées pour la vente et la mise en culture commerciale. D'autres lâchers dans le milieu naturel ont probablement eu lieu, qui expliqueraient la rapide invasion par le genre  Hydrilla  dans toute la Floride et le sud-est des États-Unis. Dans les années 1980, la capitale Washington DC et l’État de Washington sont touchés, via notamment le Potomac.

### Problèmes
En tant qu'espèce exotique envahissante en Floride,  Hydrilla  est devenu le problème le plus grave pour cet État et l'un des plus graves pour le pays où ses caractéristiques d'espèces envahissantes sont encore une menace pour des aires naturelles ou semi-naturelles actuellement épargnées.
Des propriétaires ont cherché à s'en débarrasser en utilisant des herbicides (molécules hautement écotoxiques pour le milieu aquatique). 
Des restrictions ont été mises en place, dont pour le fluridone (actuellement autorisé, mais à certaines conditions comme herbicide aquatique). Cette réglementation vise à empêcher l'apparition et l'évolution de souches mutantes résistantes, pour ne pas aboutir à l'apparition de souches d' Hydrilla (ou d'autres plantes invasives de la même famille) tolérantes aux désherbants dont le fluridone. « Comme  Hydrilla  s'est rapidement propagé au travers des lacs du sud des États-Unis dans le passé, l'expansion de biotypes résistants est susceptible d'encore poser de nouveaux défis environnementaux importants ».
Les pullulations en vastes herbiers d' Hydrilla ont causé des problèmes socio-environnementaux (gêne pour la pêche et les déplacements motorisés sur l'eau) avec des conséquences économiques localement graves, ainsi que d'importants dommages pour la biodiversité. 

Hydrilla est maintenant connu aux États-Unis comme l'un des noms de genres de plantes agressives et anormalement competitives parce qu'introduite hors de leur milieu naturel et alors capables de repousser les espèces natives, dont par exemple les herbiers du potamogeton et de Vallisneria americana (« herbes aux anguilles »),,. D'immenses herbiers monoclonaux ont localement remplacés l'ancienne flore aquatique, dépassant les capacités des écosystèmes à s'auto-équilibrer et à entretenir leur biodiversité.
Cette plante sert parfois de support de croissance à des cyanobactéries toxiques. Les oiseaux d'eau qui mangent cette plante, et les escargots qui broutent ses cyanobactéries  bioaccumulent la toxine. En Floride, en 2015 les oiseaux en meurent par milliers ; de plus dans les Everglades l'arrivée de cette plante, et de sa cyanobactérie épibionte s'est faite conjointement à l'apparition d'une autre espèces invasive, un gros escargot. Ce dernier est d'autant plus apprécié par le Milan des marais (consommateur quasi-exclusif d'escargots aquatiques) qu'en 25 ans (du milieu des années 1990 à 2015 « les escargots indigènes ont tout simplement disparu », ce qui avait causé une division par 10 environ de la population de milan. La population de milan des marais, alors sauvé de la famine par le nouvel escargot est passé en quelques années de 800 individus à  1700 oiseaux (vers 2014) mais on constate depuis quelques années dans les Everglades qu'un nombre élevé d'oiseaux meurt d'une maladie neurodégénérative encore mal comprise, dite maladie des oiseaux fous (Avian vacuolar myelinopathy ou AVM),. Il semble que tous les oiseaux victimes de cette maladie ont consommé une cyanobactérie qui se développe sur les feuilles d' Hydrilla ; des milliers de canards et autres oiseaux d'eau deviennent léthargiques puis ne peuvent plus voler ni se nourrir. Environ 200 aigles à tête blanche sont morts en se nourrissant d'oiseaux empoisonnés par une cyanotoxine, et les naturalistes et scientifiques de Floride craignent que le Milan des marais y soit également exposé en raison de son régime alimentaire essentiellement constitué de gros escargots aquatiques qui consomment ces algues sur les feuilles d' Hyrilla contaminées par les cyanobactéries). En 2016, des scientifiques se préparent à faire couper les plantes aquatiques proches de la surface dans les lacs contaminés par cette algue bleue, au risque d'à nouveau menacer le Milan des Marais de disparition.
En Australie, ce genre n'est pas encore considéré comme posant de sérieux problèmes, mais Hydrilla pourrait éventuellement aussi devenir une invasive importante si les taux de nutriments augmentaient (eutrophisation) dans des écosystèmes actuellemen non ou peu perturbés).

### Gestion

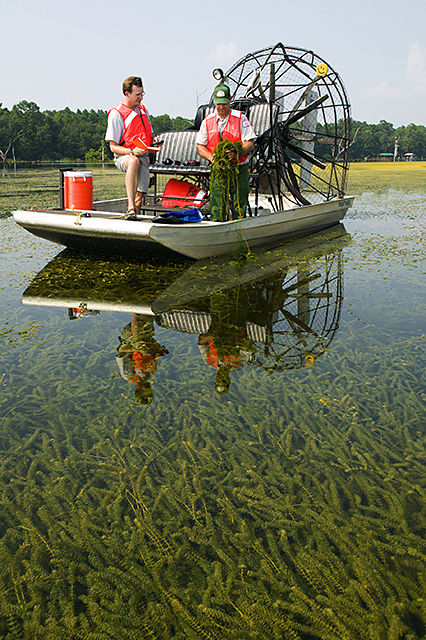
Hydrilla verticillata collection Lake Seminole, FL

Les gestionnaires de milieux aquatiques et de zones humides ne disposent pas encore de moyen idéal de lutte contre les Hydrilla.
- On a cherché sans succès à contrôler l'espèce par faucardage, mais cette opération laisse de nombreux morceaux de tiges ou de racines qui redonneront rapidement de nouvelles plantes.
- Hydrilla peut être contrôlé par des herbicides mais avec d'autres risques (dont l'apparition de résistances aux pesticides) et d'autres impacts environnementaux car ces produits sont tous écotoxiques.
- Certains poissons herbivores peuvent en consommer de grandes quantités (grass carp[28], mais non sans risques pour d'autres espèces, et sachant que ce poisson est lui-même devenu une espèce invasive et de plus en plus problématique en Amérique du Nord.
- Contrôle biologique : On cherche ou on a cherché à utiliser des champignons phytopathogènes (notamment un isolat néerlandais de Fusarium roseum (" Culmorum") en 1978[32]), des escargots aquatiques (en 1968)[33] et/ou plus récemment des insectes prédateurs comme moyen de contrôle biologique, dont une pyrale (Parapoynx diminutalis ) en 1976[34] ou des espèces du genre Bagous et Hydrellia pakistanae (Asian hydrilla leaf-mining fly (Hydrellia pakistanae)[35],[36],[28], ou encore des poissons herbivores (depuis les années 1980 au moins[37] mais il n'est pas exclu que ces prédateurs puissent aussi (voire préférentiellement) attaquer des espèces natives proches.

En 2011 pour traiter l'entrée du lac Cayuga, l'un des Finger Lakes de l'État de New York, un herbicide chimique (endothall) a été utilisé pour tenter de parer à une éventuelle catastrophe écologique future. 
La première année, près de 100 000 $ et de nombreuses heures de travail ont été dépensés afin de tenter d'éradiquer l'infestation d'  Hydrilla . Des Traitements ont été prévues pour au moins cinq ans. La Ville d'Ithaca et divers responsables locaux ont jugé que c'était le prix à payer pour qu'une action rapide puisse interdire l'entrée de la plante dans le lac afin qu'elle ne se propage pas ensuite aux autres Finger Lakes de la région.

## Phytoremédiation
Cette source importante de biomasse en croissance présente des caractéristiques intéressantes pour la bioremédiation (et en l’occurrence phytoremédiation) d'eaux polluées, car cette plante, riche en phytochélatines est hyperaccumulatrice du mercure, cadmium, chrome et du plomb, mais il faut aussi considérer que l'exportation de cette biomasse pourrait peut-être aussi dans certains cas priver le milieu d'oligoéléments.

## Risque de confusion
Le genre Hydrilla ressemble fortement à des plantes proches susceptibles d'être trouvées dans le même milieu, dont :
- Egeria densa [41]
- Elodea canadensis [18]
- Lagarosiphon